# Union Springs, Alabama
Union Springs är administrativ huvudort i Bullock County i Alabama. Vid 2020 års folkräkning hade Union Springs 3 358 invånare.

## Kända personer från Union Springs
- Eddie Kendricks, sångare